# Фицморис, Джеральд, 1-й лорд Оффали
Джеральд Фицморис (англ. Gerald FitzMaurice, 1st Lord of Offaly, около 1150 — 15 января 1204) — англо-нормандский дворянин, де-юре 1-й лорд Оффали. Вместе со своим отцом, Морисом Фиц-Джеральдом, лорда Лланстефана (ок. 1100—1176), принимал участие в нормандском вторжении в Ирландию (1169—1171). Основатель ветви Фицджеральдов из Килдэра, баронов (с 1316 года графов) Килдэра, с 1766 года герцогов Лейнстер, сыгравшей важную роль в ирландской истории.
По праву своей жены, Евы де Бермингем (ум. 1223/1226), единственной дочери нормандца Роберта де Бирмингема, Джеральд получил во владение баронство Оффали, став, таким образом, первым лордом Оффали. Он является родоначальником линии династии Фицджеральдов из графства Килдэр.

## Семья
Джеральд Фицморис Фицджеральд родился в Уэльсе примерно в 1150 году. Второй сын Мориса Фиц-Джеральда, лорда Лланстефана, и неизвестной женщины. У Джеральда была одна сестра Неста, ставшая женой Эрве де Монморанси, коннетабля Ирландии, и пять братьев, старший из которых, Уильям Фицморис (ум. 1199), барон де Нейс.

## Карьера
Отец Джеральда был одним из лидером первой высадки нормандцев, которые прибыли в Ирландию в 1169 году, чтобы помочь изгнанному ирландскому королю Лейнстера Дермоту мак Мурроу вернуть себе лейнстерский королевский престол. Джеральд и его брат Александр проявили большую отвагу в сражении с Родериком О’Коннором за стенами Дублина в 1171 году.
После смерти отца Мориса Фиц-Джеральда, 1 сентября 1176 года, Уильям Фицморис передал своему младшему брату Джеральду часть владений с центрами в Мейнуте и Ратморе. В 1185 году принц Иоанн Безземельный подтвердил за Джеральдом Фицморисом его владения.
Уильям Фиц-Адельм лишил Мориса и его братьев крепости Уиклоу, хотя через некоторое время вынужден был вернуть Уиклоу в обмен на Фернс. Он также получил во владение от Стронгбоу Нейс и другие районы, которые составили графство Килдэр, и построил замок Мейнут.
В 1197 году Джеральд Фицморис принимал участие в завоевании Лимерика, где он получил во владение Крум (графство Лимерик).
Между 1185 и 1204 годами Фицджеральд основал поселение Гисхилл (графство Оффали). Первоначально это был деревянный замок на земляной насыпи (Мотт и бейли), поблизости от которого были церкви и жилые дома. После его смерти Фицджеральды продолжали владеть этим поместьем. В XV веке деревянная крепость в Гисхилле была заменена на каменную. В настоящее время сохранилась только западная стена замка.
15 января 1204 года Джеральда Фицморис, 1-й барон Оффали, скончался. Ему наследовал его единственный сын Морис Фиц-Джеральд, 2-й лорд Оффали (1194—1257).
Британский историк Гиральд Камбрийский описывает Джеральда Фицмориса как человека небольшого роста, но отличавшегося благоразумием и честностью. Он был патрилинейным предком графов Килдэр.

## Семья
Около 1193 года Джеральд Фицморис женился на Еве де Бермингем (ум. 1223/1226), единственной дочери и наследнице сэра Роберта де Бермингема. Благодаря этому браку Джеральд получил во владение баронство Оффали, став 1-м лордом Оффали из рода Фицджеральдов. У Джеральды и Евы был единственный сын:
- Морис Фиц-Джеральд, 2-й лорд Оффали (1194 — 20 мая 1257), юстициарий Ирландии.

После смерти Джеральда 15 января 1204 года его вдова Ева дважды выходила замуж. Её вторым мужем стал Джеффри Фиц-Роберт (ум. 1211). сенешаль Лейнстера, а третьим супругом — Джеффри де Мариско, юстициарий Ирландии (1215—1221).